# Lolita Séchan

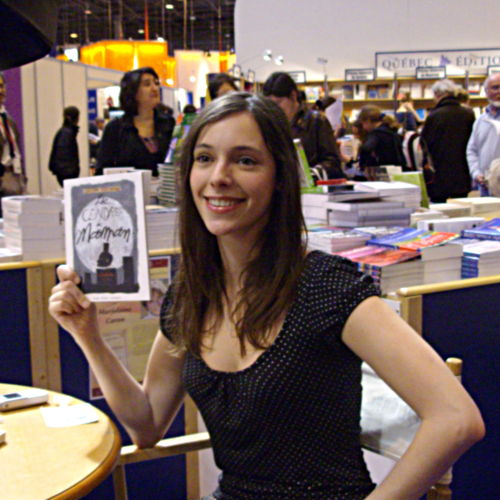
Lolita Séchan auf der Pariser Buchmesse

Lolita Séchan (* 9. August 1980 in Paris) ist eine französische Schriftstellerin und Autorin von Kinderbüchern.
Sie ist die Tochter des französischen Liedermachers Renaud Séchan und Dominique Quilichini (Ex-Frau von Gérard Lanvin). Ihr Pate war der französische Humorist, Filmschauspieler, Komödiant und Autor Coluche. Ihr Vater widmete ihr mehrere Lieder, darunter Morgane de toi und Mistral gagnant.
Lolita Séchan studierte drei Jahre lang Literaturwissenschaften in Montreal. Sie schreibt Kinderbücher. Sie war Assistentin bei Filmaufnahmen wie dem Clip Docteur Renaud, Mister Renard oder dem Film Wanted, an dem ihr Vater beteiligt war.
Am 31. Juli 2009 heiratete sie den französischen Liedermacher Renan Luce und brachte am 3. August 2011 eine Tochter namens Héloïse zur Welt. Das Paar trennte sich im Jahr 2016.

## Werke
- Les Brumes de Sapa, 2016 (ISBN 978-2756051260)
- Marshmalone, 2010 (ISBN 978-2-35851036-3)
- Todo Loco, 2009 (ISBN 978-2922827439)
- Les cendres de maman, 2006 (ISBN 978-2895402688)

## Preise
- 2017: Finaliste Prix de la BD Fnac[1] mit Les Brumes de Sapa
- 2008: Miss Space[2]